# Jay (Oklahoma)
Jay è un comune degli Stati Uniti d'America, situato in Oklahoma, nella contea di Delaware, della quale è anche il capoluogo.